# MSA Safety
Mine Safety Appliances, или MSA Safety (произносится «Эм Эс Эй Сэйфэти») Incorporated — американская компания, занимающаяся производством средств индивидуальной защиты для людей, работающих в опасных условиях. В ассортимент компании входят газоанализаторы, респираторы, защитные маски, дыхательные аппараты (специально для пожарных), тепловизоры, огнеупорные шлемы, бронежилеты, военные коммуникационные приборы, а также широкий выбор средств для защиты головы, страховки от падений и прочих продуктов для клиентов, которые сами что-то строят или делают ремонт. В основном, продукция компании используется в строительстве, военной сфере, борьбе с огнём, на химических, нефтяных и газовых производствах и в промышленности.
MSA Safety основана (и базируется в настоящее время) в пригороде Питтсбурга — Кранберри. Компания была основана в 1914 году при содействии Томаса Эдисона. Изначально целью компании была разработка и производство специальных фонарей на каски для шахтёров. Фонари работали на батарейках, и это помогало предотвратить взрывы метана, которые вызывали фонари с открытым огнём. В начале XXI века продажи MSA рекордно выросли. Между тем, только небольшая часть текущего ассортимента компании относится к работе в шахтах. Конкуренты MSA — это компании Industrial Scientific Corporation, RAE Systems и Drägerwerk.
Активы корпорации разделены на два направления: Северная Америка (MSA North America) и остальной мир (MSA International). MSA производит и продаёт средства индивидуальной защиты более чем в 140 странах мира. Пока большинство изделий MSA доступно только в магазинах официальных дилеров, компания продаёт индивидуальные средства защиты головы, глаз и ушей, респираторы и щитки для тела в обычных магазинах техники.

## Средства защиты органов дыхания
Mine Safety Appliances Co. десятилетиями производит дыхательные аппараты (ДА).

Например, изолирующий ДА «Chemox», изначально, был разработан для использования в шахтах. Но в 1952 году его модифицировали для восхождения на Эверест. В 1986 году его применили для той же цели. Он просто устроен и лёгок в использовании. По сути аппарат представляет собой канистру с диоксидом калия (KO2), соединённую односторонним потоком воздуха с воздушным мешком. Клапаны не нужно контролировать: выработка кислорода зависит от частоты дыхания. Главный недостаток этой модели — канистры весом 1,8 кг хватает только на 45 минут быстрого восхождения, после чего надо ставить новую. Одна канистра содержит достаточно кислорода для 6-ти часов сна. Во время Второй Мировой Войны их использовали вместе с касками M1.

## Пожарные шлемы MSA
Начиная с 1930-х годов, MSA производит пожарные шлемы. Первое поколение называлось Skullguard, и до 60-х годов производилось из твёрдого пластика. Второе поколение шлемов появилось в начале 1960-х, изготавливалось из более лёгкого пластика и получило название Topgard. Эти шлемы весили меньше, обладали лучшей аэродинамикой и идеально подходили для работы с пожарами в условиях сильного ветра. До 1970-х, шлемы Topgard выходили в самых разных цветах: чёрный, красный, зелёный, жёлтый, белый и почти прозрачный. Шлемы Topgard активно использовали в пожарной службе Лос-Анджелеса, а в поп-культуре они прославились благодаря сериалу «Критическое положение!» («Emergency!») Тем не менее, из-за изменений в законах и правилах, многие пожарные службы снарядились шлемами других фирм, а шлем Topgard от MSA был переделан в строительный. Сейчас MSA производит шлемы для пожарных бригад во многих европейских странах, например — во Франции.

## MSA в России
Компания MSA Safety известна на российском рынке начиная с 1968 года благодаря своим флагманским продуктам — газоанализаторам и дыхательным аппаратам. С 2011 года в России работают филиал и склад компании. Представительство находится в Москве.

## Места
- АВН корпоративного центра пос. Крэнберри, Пенсильвания
- Джон Т. Райан Мемориальная Лаборатория пос. Крэнберри, Пенсильвания
- Murrysville, Пенсильвания Murrysville, Пенсильвания
- Jacksonville, Северная Каролина — Джексонвиль, Штат Северная Каролина
- Лейк Форест, Калифорния Лейк Форест, Калифорния
- Торонто, Онтарио Торонто, Онтарио
- Эдмонтон, Альберта, Эдмонтон, Альберта